# 0578
0578 è il prefisso telefonico del distretto di Chianciano Terme, appartenente al compartimento di Firenze.
Il distretto comprende la parte meridionale della provincia di Siena, coincidente con la Val di Chiana ed il comune di Città della Pieve (PG). Confina a nord-est con il distretto di Arezzo (0575), a est di Perugia (075), a sud-est di Orvieto (0763), a ovest e a nord di Siena (0577).

## Aree locali e comuni
Il distretto di Chianciano Terme comprende 9 comuni suddivisi nelle due aree locali di Chianciano Terme (ex settori di Chianciano Terme e Montepulciano) e Chiusi (ex settori di Chiusi e San Casciano dei Bagni), oltre la frazione di Poggiovalle del comune di Fabro (TR). I comuni compresi nel distretto sono: Cetona, Chianciano Terme, Chiusi, Città della Pieve (PG), Montepulciano, Pienza, Radicofani, San Casciano dei Bagni e Sarteano .